# Lanarkia
Lanarkia è un genere di vertebrati estinti, appartenenti ai telodonti. Visse nel Siluriano medio-superiore (circa 428 - 420 milioni di anni fa) e i suoi resti fossili sono stati ritrovati in Europa e in Nordamerica.

## Descrizione
Questo animale possedeva un corpo relativamente appiattito, con due pinne pettorali allungate. La testa era fornita di occhi posti in posizione frontale e di una bocca terminale a forma di fessura orizzontale. Si distingueva da altri animali simili come Loganellia a causa delle spine coniche, acute e cave, sprovviste di una piastra basale, che ricoprivano gran parte del corpo Solitamente gli esemplari non superavano i 10 centimetri, anche se alcuni fossili indicano che Lanarkia poteva raggiungere i 20 centimetri di lunghezza.
Erano probabilmente presenti otto paia di branchie, poste immediatamente sotto le pinne pettorali. Erano presenti inoltre gruppi di scaglie a forma di mezzaluna appena dietro alle pinne pettorali. Il corpo largo e piatto si restringeva rapidamente dietro alle pinne pettorali, per concludersi in una sottile coda biforcuta, probabilmente eterocerca con un lobo superiore più sviluppato. Le scaglie erano dotate di cavità ampie, che si restringevano fino a formare il canale della polpa. Tutte le scaglie erano a forma di spine, e alcune di queste erano più grandi e disposte in file longitudinali, probabilmente poste sul dorso. La maggior parte della scaglie erano dotate di sottili creste.

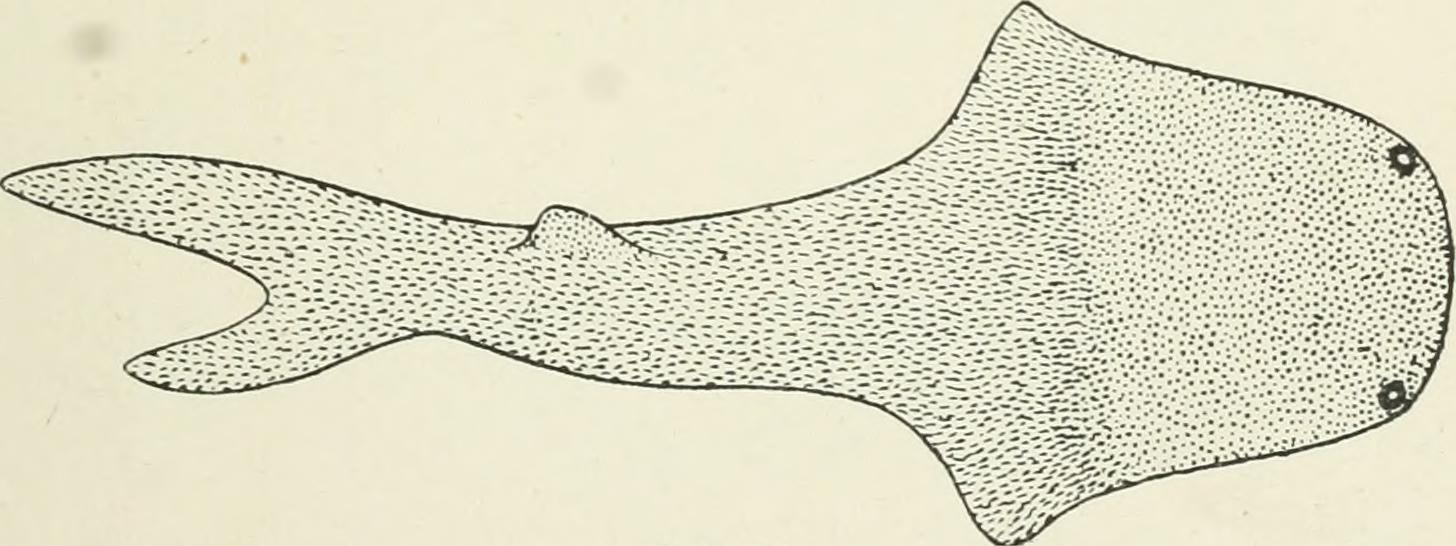
Ricostruzione di Lanarkia spinosa

## Classificazione
Il genere Lanarkia venne descritto per la prima volta nel 1899 da Traquair, sulla base di resti fossili ritrovati in Scozia. Tra le varie specie conosciute provenienti dai giacimenti scozzesi, sono da ricordare Lanarkia horrida, L. spinosa e L. spinulosa. Altri fossili di questo animale provengono dal Canada e dalla Svezia.
Lanarkia appartiene al gruppo dei telodonti, un gruppo di vertebrati arcaici dal corpo ricoperto da piccole scaglie. Lanarkia, in particolare, era un probabile membro del gruppo "classico", i cui rappresentanti erano tipiche forme dal corpo appiattito (come Thelodus).

## Paleoecologia e paleobiologia
Nei giacimenti scozzesi le specie L. horrida e L. spinosa sono entrambe piuttosto comuni, mentre la più grande L. spinulosa è più rara. Alcuni fossili (attribuiti a Lanarkia sp.) di piccole dimensioni erano dotati di grandi occhi, ma le restanti caratteristiche erano tipiche di esemplari adulti (Ritchie, 1963). È stato inoltre suggerito che L. horrida e L. spinosa fossero differenti stadi di crescita di una singola specie, e che L. spinulosa fosse un esemplare sessualmente dimorfico di L. spinosa (Turner, 1992).